# 루신다 제니
루신다 제니(Lucinda Jenney, 1954년 4월 23일 ~ )는 미국의 배우이다.

## 출연 작품

### 영화
- 어 타우전드 정키스 (2017년)
- 블루-아이드 부쳐 (2012년)
- 로그 리버 (2012년)
- 더 파이널 시즌 (2007년)
- S.W.A.T. 특수기동대 (2003년) - 케이시 역
- 모스맨 (2002년) - 데니스 스몰우드 역
- 크레이지 뷰티풀 (2001년) - 코트니 오클리 역
- 이웃집 개 죽이는 법 (2000년)
- 더 월 2 (2000년) - segment 2000 - 엘라의 엄마 역
- 살인을 꿈꾸는 아이들 (2000년)
- D-13 (2000년)
- 슈가 타운 (1999년)
- 사랑이 지나간 자리 (1999년)
- 데저트 블루 (1998년)
- 프랙티컬 매직 (1998년) - 사라 역
- 천국보다 아름다운 (1998년)
- 퍼스트 타임 펄런 (1997년)
- 러브드 (1997년)
- 라스트 타임 (1997년)
- 매드 씨티 (1997년)
- 지. 아이. 제인 (1997년) - Lt. 브론델 역
- 레이트 쉬프트(영어판) (1996년)
- 시너 (1996년)
- 라스베가스를 떠나며 (1995년) - 기묘한 여자 역
- 넥스트 도어 (1994년)
- 어게인 (1992년)
- 워터 엔진 (1992년)
- 사랑의 굴레 (1992년)
- 자경단 (1991년)
- 델마와 루이스 (1991년) - 레나 역
- 블루스 브라더스 2 (1989년)
- 7월 4일생 (1989년)
- 레인 맨 (1988년) - 아이리스 역
- 마피아 알 카포네 (1987년)
- 팜 비치의 우피 보이스 (1986년)
- 페기 수 결혼하다 (1986년)

### 텔레비전
- 비지터 - TV 시리즈 (1997, The Visitor)
- 웨스트 윙 (2002)
- 24 (2003)